# 森田童子
森田 童子（もりた どうじ、1953年1月15日 - 2018年4月24日）は、日本の女性シンガーソングライター。本名は非公表で、芸名は「笛吹童子」からとされる。東京都出身。

## 概要
1975年10月、シングルレコード『さよなら ぼくの ともだち』で、ポリドール（現：ユニバーサルミュージック合同会社）からメジャーデビュー。1980年、ポリドールからワーナー・パイオニア（現：ワーナーミュージック・ジャパン）へ移籍。
1975年から1983年までにアルバム7枚、シングル4枚をリリースし、1983年11月30日発売のアルバム『狼少年 wolf boy』と、同年12月上旬の前進座劇場六日間公演及び12月25日・26日の新宿ロフトでのライブを最後に音楽活動を休止、以降、一度も姿を現わさなかった。
2018年4月24日未明、心不全のため自宅で死去。65歳没。遺族から日本音楽著作権協会（JASRAC）に連絡があり、同年6月1日発行の日本音楽著作権協会（JASRAC）会報に訃報が掲載されたことで死去が明らかになった。活動休止後は主婦として暮らしていた。音楽関係者の話として「体調を崩して2017年から入退院を繰り返し、退院後間もなく逝去した」「公表するつもりはなかった」と報道された。

## 略歴

### 人物
カーリーヘア（しかもこれが地毛という証拠もカツラという証拠も無かった。後述）にサングラス、男性的な服装というスタイルが特徴で、レコードジャケットはもちろんコンサートなどでも一度も素顔を見せることはなかった。森田童子は芸名であり、本名は非公開。加えて実生活についてもほとんど公表せず、作詞した歌詞の内容もありのままの実体験ではなく願望を投影したものであるとしており、普段も寡黙で、作品に生活感を滲ませることを避けていた。出身地や生年月日、家族構成などの個人情報を明かすことも少なかったため、本人に関する情報が非常に乏しい。このため伝えられるエピソードは、どこまで真実で、どこまで作られた伝説なのか判らない。
2021年の12月に刊行されたなかにし礼の著作小説『血の歌』内で森田童子は1953年1月15日生まれで、なかにしの姪っ子（兄の娘）であると書かれている。
森田と親交があり、森田のマネージャーで夫でもあるイラストレーターの前田亜土とも親交があった劇作家の高取英は、「リテラ」のインタビューで森田について語っている。高取によれば、森田自身は全共闘のピークの頃は高校生で全共闘世代より少し若く、東京教育大学（現：筑波大学）の大学闘争に関わっていたという話もあったが、セクトに入ったり高校全共闘として活動していたという話はなかったという。また高取は、森田は前田と結婚していることも公表しておらず、周囲には話していなかったと述べている。
森田がレコードデビューした直後の1976年から1977年に、高取が海潮社刊行の音楽雑誌『音楽全書』で森田について書いたことで、前田亜土と親交を持ち、森田とも親しくなる。前田は高取が主催する月蝕歌劇団の公演も見に来ていた。高取は森田のライブに通い、『森田童子全集III A BOY ボーイ』などのライナーノーツも執筆した。また森田も高取の演劇公演に来るようになり、高取の代表作である『聖ミカエラ学園漂流記』についての評論文を書くなど、互いの音楽と演劇に批評文を寄せ合う関係となった。高取の演劇『少年極光（オーロラ） 都市』の音楽を森田が制作したこともあり、高取が書いた詩に森田が曲を付ける形で3曲制作したが、森田は他人の歌詞に曲を付けるのは初めてだと言っていた、と高取は述べている。しかしその高取でさえも森田のサングラスを外した素顔は見たことがないと言い、森田のカーリーヘアはウィッグではないかと述べている。
1980年11月20日から11月24日にかけて、池袋の三越裏の空き地に500人収容の黒色テントを張り、コンサート「夜行」を開催した。東京都内の公園や国鉄用地などにテント劇場の設置許可を掛け合ったものの断られ、いったん許可が出た都立青山公園では許可が撤回されるなど紆余曲折を経て、池袋の三越裏で開催にこぎつけた。そのコンサート実現までを追ったドキュメンタリー番組『青春の日本列島～森田童子 ラストワルツ～』が東京12チャンネル（現：テレビ東京）で放送された。番組中ではコンサートのポスターを店に貼ってもらおうと頼むスタッフが「フォークでしょ？うちの客層はそういうんじゃないから」と断られる様子や、会場に来た若い女性ファンが「（森田の音楽は）今の時代と違う、そこが好き」と語る様子などが映され、1980年代に入り「時代が変わった」ことが暗示される。森田は番組中で視聴者に向けて「あと何年か後には、東京にテントを張ることは不可能になるでしょう。私たちのコンサートが不可能になっていくさまを、私たちの歌が消えていくさまを、見てほしいと思います。今回のテント劇場は、私たちのコンサート活動の終末かもしれません。ひとつの終わりの時代に向けて、私たちの最後のせつない夢を、見てほしいと思います」と静かに語りかける。高取はこれを見て、森田の引退の理由について「出産や病気と言う人もいたがそうではなく、自分が言いたいことはもう言い尽くした、やることをやったら消えていく、最初からそういう覚悟があったんでしょう」と述べている。
1983年に群雄者出版から刊行された『高取英戯曲集 聖ミカエラ学園漂流記』の出版記念パーティーには森田も出席したが、高取がその場でスピーチを頼んだところ、森田はうろたえて姿を消してしまったという。その後まもなく、森田は活動を停止して表に出ることはなくなった。
2010年5月に掲載された朝日新聞の取材記事によれば「近しい人物の死去による精神的ショックと、自身の持病により活動が困難な状況」にあったという。夫の前田亜土は2009年10月に没している。

### 活動停止後
1988年、初期アルバム4作『グッド・バイ』から『東京カテドラル聖マリア大聖堂録音盤』までが初CD化された。
1989年9月9日に公開された、学生運動と青春と恋の挫折をテーマにしたミニシアター系映画『グッドバイ』に楽曲が使用され、映画での使用曲を集めたサウンドトラックCDも発売された。
一部ではカリスマ的な人気を博しつつも、森田のファンは全国的に見れば少数で、森田本人がメジャー化を望んでいなかったこともあり、その作品はマスコミなどに表立って紹介されることもなかった。

### ドラマ「高校教師」でリバイバルヒット
1993年1月、テレビドラマ『高校教師』の主題歌として、1976年発売のシングル「ぼくたちの失敗」が使われ、シングルCDは100万枚に迫る大ヒットとなった。これに伴い、同年3月にベスト盤『ぼくたちの失敗 森田童子ベスト・コレクション』がCDで発売された。続けて同年4月には、オリジナル・アルバム7枚（初CD化3枚を含む）がCDで再発売され、活動当時を知らない若い世代を含めて新たに多くのファンを獲得した。同年11月には、映画版『高校教師』の主題歌として「たとえばぼくが死んだら」（アルバム『ラスト・ワルツ』収録）が使われ、シングルカットされて発売された。
このドラマの脚本を書いた野島伸司は、高校時代に同級生に誘われてライブハウスで歌う森田を知り、強い印象を受けたという。野島はプロデューサーの伊藤一尋とともに森田の楽曲の採用を決定した。しかしこのリバイバルブームに対し、森田本人はマスコミの取材には応じず沈黙を守った。
2003年1月、10年ぶりにドラマ『高校教師』の新作が放送され、再び『ぼくたちの失敗』が主題歌として使用された。これに伴い発売された2003年版のベスト盤『ぼくたちの失敗 森田童子ベストコレクション』に、「海が死んでもいいョって鳴いている」（アルバム『ラスト・ワルツ』収録）の歌詞を一部変更し、新規に歌唱・録音された「ひとり遊び」が収録され、それが最後の作品となった。「ひとり遊び」は森田の自宅で、自らのピアノ、ギター、ハーモニカの演奏で20年ぶりに録音された。
2015年9月に公開された映画『GONIN サーガ』で「ラスト・ワルツ」が挿入歌として使用された。
『高校教師』のリバイバルヒットで再発されたCDアルバムも、その後廃盤になり長らく入手困難な状況が続いていたが、2016年7月20日に23年ぶりにCDが再発売された。オリジナルアルバム7作、ベストアルバム2作（うち『友への手紙 森田童子自選集』は初CD化）の計9タイトルが発売。小澤賢太郎（音楽出版ジュンアンドケイ）の企画・監修で、レーベルはユニバーサルミュージック／USMジャパン。オリジナルマスターテープからデジタルリマスタリングされたSHM-CD仕様となっている。
2018年10月31日には「追悼 森田童子 紙ジャケットシリーズ」として、2016年版リマスター音源9タイトルが、LPジャケットをミニチュア再現した紙ジャケット仕様の限定盤として再発売された。
森田の楽曲は、様々なアーティストによってカバーされている。リバイバルヒットで代表曲となった「ぼくたちの失敗」は、YMCK、cheeなどによるカバーがあり、mondialitoによるフランス語カバー曲（曲名は「notre echec」）も存在する。「たとえばぼくが死んだら」はeastern youth、山中さわお、中村中によってカバーされている。変わったところではJOJO広重（非常階段）の「スラップ・ハッピー・ハンフリー」によるノイズ系カバーなどもあり、幅広いジャンルのミュージシャンにカバーされている。
2023年11月30日に「さよならぼくのともだち」「まぶしい夏」「ぼくたちの失敗」「ぼくと観光バスに乗ってみませんか」「セルロイドの少女」「蒼き夜は」の6曲がサブスクリプションサービスで配信された。

## 音楽作品

### シングル
|                                                                    | 発売日               | タイトル               | c/w                              | 形態                 | 規格品番             | オリコン 最高位      |                      |
| ポリドール・レコード                                               | ポリドール・レコード | ポリドール・レコード   | ポリドール・レコード             | ポリドール・レコード | ポリドール・レコード | ポリドール・レコード | ポリドール・レコード |
| ------------------------------------------------------------------ | -------------------- | ---------------------- | -------------------------------- | -------------------- | -------------------- | -------------------- | -------------------- |
| 1st                                                                | 1975年10月21日       | さよならぼくのともだち | まぶしい夏                       | EP                   | DR-1989              |                      |                      |
| 2nd                                                                | 1976年11月21日       | ぼくたちの失敗         | ぼくと観光バスに乗ってみませんか | EP                   | DR-6060              |                      |                      |
| 3rd                                                                | 1978年3月1日         | セルロイドの少女       | 蒼き夜は                         | EP                   | DR-6184              |                      |                      |
| ワーナー・ブラザース/ワーナー・パイオニア                          |                      |                        |                                  |                      |                      |                      |                      |
| 4th                                                                | 1981年1月25日        | ラスト・ワルツ/3分23秒 | 菜の花あかり                     | EP                   | L-382A               |                      |                      |
| ワーナー・ブラザース/ワーナーミュージック・ジャパン (活動停止以降) |                      |                        |                                  |                      |                      |                      |                      |
| 5th                                                                | 1993年1月25日        | ぼくたちの失敗         | 男のくせに泣いてくれた           | 8cmCD                | WPDL-4335            | 5位                  |                      |
| 6th                                                                | 1993年10月10日       | たとえばぼくが死んだら | ラスト・ワルツ                   | 8cmCD                | WPDL-4363            | 27位                 |                      |
| ヴァージン・ミュージック/東芝EMI (活動停止以降)                    |                      |                        |                                  |                      |                      |                      |                      |
| 7th                                                                | 2003年2月5日         | ぼくたちの失敗         | 蒸留反応                         | CCCD                 | TOCT-4444            | 24位                 |                      |

### アルバム

#### オリジナル・アルバム
|                                           | 発売日               | タイトル                                               | 形態                 | 規格品番             | オリコン 最高位      |
| ポリドール・レコード                      | ポリドール・レコード | ポリドール・レコード                                   | ポリドール・レコード | ポリドール・レコード | ポリドール・レコード |
| ----------------------------------------- | -------------------- | ------------------------------------------------------ | -------------------- | -------------------- | -------------------- |
| 1st                                       | 1975年11月21日       | GOOD BYEグッドバイ                                     | LP                   | MR-5071              | 44位                 |
| 1st                                       | 1975年11月21日       | GOOD BYEグッドバイ                                     | CT                   | CR-2071              | 44位                 |
| 2nd                                       | 1976年11月21日       | マザー・スカイ=きみは悲しみの青い空をひとりで飛べるか= | LP                   | MR-3030              | 44位                 |
| 2nd                                       | 1976年11月21日       | マザー・スカイ=きみは悲しみの青い空をひとりで飛べるか= | CT                   | CR-2066              | 44位                 |
| 3rd                                       | 1977年12月10日       | A BOY ボーイ                                           | LP                   | MR-3085              | 52位                 |
| 3rd                                       | 1977年12月10日       | A BOY ボーイ                                           | CT                   | CRF-5038             | 52位                 |
| ワーナー・ブラザース/ワーナー・パイオニア |                      |                                                        |                      |                      |                      |
| 4th                                       | 1980年11月20日       | ラスト・ワルツ                                         | LP                   | L-12014A             | 64位                 |
| 4th                                       | 1980年11月20日       | ラスト・ワルツ                                         | CT                   | LKF-7016             | 64位                 |
| 5th                                       | 1982年11月20日       | 夜想曲                                                 | LP                   | L-12530              |                      |
| 5th                                       | 1982年11月20日       | 夜想曲                                                 | CT                   | LKF-8039             |                      |
| 6th                                       | 1983年11月30日       | 狼少年 wolf boy                                        | LP                   | L-12547              |                      |
| 6th                                       | 1983年11月30日       | 狼少年 wolf boy                                        | CT                   | LKF-8083             |                      |

#### ライブ・アルバム
|                      | 発売日               | タイトル                           | 形態                 | 規格品番             | オリコン 最高位      |
| ポリドール・レコード | ポリドール・レコード | ポリドール・レコード               | ポリドール・レコード | ポリドール・レコード | ポリドール・レコード |
| -------------------- | -------------------- | ---------------------------------- | -------------------- | -------------------- | -------------------- |
| 1st                  | 1978年11月1日        | 東京カテドラル聖マリア大聖堂録音盤 | LP                   | MR-3145              | 78位                 |
| 1st                  | 1978年11月1日        | 東京カテドラル聖マリア大聖堂録音盤 | CT                   | CRF-5071             | 78位                 |

#### ベスト・アルバム
|                                                                    | 発売日               | タイトル                                              | 形態                 | 規格品番             | オリコン 最高位      | 備考 |
| ポリドール・レコード                                               | ポリドール・レコード | ポリドール・レコード                                  | ポリドール・レコード | ポリドール・レコード | ポリドール・レコード | ポリドール・レコード |
| ------------------------------------------------------------------ | -------------------- | ----------------------------------------------------- | -------------------- | -------------------- | -------------------- | --- |
| 1st                                                                | 1978年               | 森田童子全曲集                                        | CT                   | CRQ-4036             |                      | カセットテープのみのベストとして発売。未CD化。 |
| 2nd                                                                | 1981年9～10月頃      | 友への手紙 森田童子自選集                             | CT                   | LKG-7002             |                      | カセットテープのみのベストとして発売。 |
| ワーナー・ブラザース/ワーナー・パイオニア                          |                      |                                                       |                      |                      |                      | |
| -                                                                  | 1980年               | 森田童子の世界                                        | LP                   | LS-110               |                      | ポリドール時代の4アルバムの再発（1980年11月20日）に合わせて制作されたプロモーション用非売品LP盤。 『A BOY ボーイ』を除く3アルバムから12曲が収録されている。 |
| ワーナー・ブラザース/ワーナーミュージック・ジャパン (活動停止以降) |                      |                                                       |                      |                      |                      | |
| 3rd                                                                | 1993年3月10日        | ぼくたちの失敗 森田童子ベスト・コレクション           | CD                   | WPCL-735             | 1位                  | |
| 4th                                                                | 1993年11月10日       | たとえばぼくが死んだら 森田童子ベスト・コレクションII | CD                   | WPCL-774             |                      | |
| ヴァージン・ミュージック/東芝EMI (活動停止以降)                    |                      |                                                       |                      |                      |                      | |
| 5th                                                                | 2003年3月5日         | ぼくたちの失敗 森田童子ベストコレクション             | CCCD                 | TOCT-24979           |                      | |
| ユニバーサルミュージック (活動停止以降)                            |                      |                                                       |                      |                      |                      | |
| 6th                                                                | 2022年11月16日       | ぼくたちの失敗 森田童子ベストコレクション             | ハイブリッドCD       | UPGY-6020            |                      | |

#### サウンドトラック
|                                                                  | 発売日                                                   | タイトル                                                                                 | 形態                                                     | 規格品番                                                 | オリコン 最高位                                          |
| ワーナー・ブラザース/ワーナー・パイオニア (活動停止以降)         | ワーナー・ブラザース/ワーナー・パイオニア (活動停止以降) | ワーナー・ブラザース/ワーナー・パイオニア (活動停止以降)                                 | ワーナー・ブラザース/ワーナー・パイオニア (活動停止以降) | ワーナー・ブラザース/ワーナー・パイオニア (活動停止以降) | ワーナー・ブラザース/ワーナー・パイオニア (活動停止以降) |
| ---------------------------------------------------------------- | -------------------------------------------------------- | ---------------------------------------------------------------------------------------- | -------------------------------------------------------- | -------------------------------------------------------- | -------------------------------------------------------- |
| 1st                                                              | 1989年9月10日                                            | 映画『グッドバイ』オリジナルサウンドトラック                                             | CD                                                       | 20L2-95                                                  |                                                          |
| 1st                                                              | 1989年9月10日                                            | 映画『グッドバイ』オリジナルサウンドトラック                                             | CT                                                       |                                                          |                                                          |
| ワーナーブラザース/ワーナーミュージック・ジャパン (活動停止以降) |                                                          |                                                                                          |                                                          |                                                          |                                                          |
| 2nd                                                              | 1993年10月10日                                           | TBS系全国ネット金曜ドラマ『高校教師 〜禁断の愛と知らずに〜』オリジナル・サウンドトラック | CD                                                       | WPCL-757                                                 |                                                          |

### タイアップ曲
| 楽曲                   | タイアップ                                 | 収録作品                                                           | 時期   |
| ---------------------- | ------------------------------------------ | ------------------------------------------------------------------ | ------ |
| さよならぼくのともだち | 松竹映画『オレンジロード急行』挿入歌       | シングル「さよならぼくのともだち」                                 | 1978年 |
| ぼくたちの失敗         | TBS系TV『高校教師』主題歌                  | シングル「ぼくたちの失敗」                                         | 1993年 |
| ぼくたちの失敗         | TBS系金曜ドラマ『高校教師』主題歌          | シングル「ぼくたちの失敗」                                         | 2003年 |
| ぼくたちの失敗         | 東宝映画『SUNNY 強い気持ち・強い愛』挿入歌 | シングル「ぼくたちの失敗」                                         | 2018年 |
| 男のくせに泣いてくれた | TBS系TV『高校教師』挿入歌                  | アルバム『マザー・スカイ=きみは悲しみの青い空をひとりで飛べるか=』 | 1993年 |
| たとえばぼくが死んだら | 東宝映画『高校教師』主題歌                 | シングル「たとえばぼくが死んだら」                                 | 1993年 |
| ラスト・ワルツ         | 東宝映画『高校教師』挿入歌                 | アルバム『ラスト・ワルツ』                                         | 1993年 |
| ラスト・ワルツ         | 映画『GONIN サーガ』挿入歌                 | アルバム『ラスト・ワルツ』                                         | 2015年 |

### 未発売曲
- ライヴで披露していたが、レコード作品未収録となっている。

| 曲名                   | 備考 |
| ---------------------- | --- |
| バイバイともだちよ     | |
| 少年の日               | |
| 今日は六月一日です     | |
| 水中花（真夏の夜の夢） | 「サナトリウム」（『夜想曲』収録）として歌詞を一部変えて発表。 |
| 堕落の春               | 「自堕落の春」というタイトルで、試聴用サンプル盤LP『昭和57年7月新譜邦楽総合試聴盤』（品番:LS-121／ワーナー・パイオニア発売アーティストの楽曲を全12曲収録）に弾き語り調で収録。 同音源は1982年11月発売のアルバム『夜想曲』には収録されず未発売となり、後に「憂鬱デス」（『狼少年 wolf boy』収録）としてアレンジと歌詞を一部変えて発表。 |

## 放送メディアへの出演

### テレビ番組
- 青春の日本列島〜森田童子 ラストワルツ〜 （1980年、東京12チャンネル）

### ラジオ番組
- 若いこだま（1975年、NHKラジオ第1放送）